# Geophis petersii
Espèce
Synonymes
- Geophis petersi Boulenger, 1894

Statut de conservation UICN

 DD  : Données insuffisantes
Geophis petersii  est une espèce de serpents de la famille des Dipsadidae.

## Répartition
Cette espèce est endémique du Mexique. Elle se rencontre dans le District fédéral et au Michoacán entre 1 800 et 2 000 m d'altitude.

## Description
L'holotype de Geophis petersii mesure 200 mm dont 28 mm pour la queue. Cette espèce a la face dorsale uniformément brun sombre et la face ventrale blanche.

## Étymologie
Cette espèce est nommée en l'honneur de Wilhelm Peters.

## Publication originale
- Boulenger, 1894 : Catalogue of the Snakes in the British Museum (Natural History). Volume II., Containing the Conclusion of the Colubridæ Aglyphæ, p. 1-382 (texte intégral).